# Bia actorion
Espèce
 Bia actorion est une espèce de lépidoptères (papillons) de la famille des Nymphalidae, de la sous-famille des Morphinae, de la tribu des Brassolini, et de la sous-tribu des Biina.

## Historique et  dénomination
- L'espèce  Bia actorion  a été décrite par l’entomologiste suédois Carl von Linné en 1763, sous le nom initial de Papilio actorion[1].

### Synonyme
Papilio actorion Linnaeus - protonyme

### Noms vernaculaires
Bia actorion se nomme Uncertain Owlet ou Bia Owl en anglais.

## Taxinomie
Liste des sous-espèces
- Bia actorion actorion (Linné, 1763)

Synonymie pour cette sous-espèce
Bia actoriaena (Hübner, 1819)
- Bia actorion decaerulea (Weymer, 1911) [4]
- Bia actorion rebeli (Bryk, 1953)[5]

## Description
Bia actorion est un grand papillon de couleur marron à l'angle anal des ailes postérieures très pointu. Il présente aux ailes antérieures en position submarginale en e5 un ocelle foncé plus visible sur le revers.

## Biologie

### Plantes hôtes
Les larves se nourrissent d’Astrocaryum murumuru et Geonoma.

## Écologie et distribution
Bia actorion est présent au Brésil, en Équateur, en Guyane et au Pérou.

### Biotope
Bia actorion ne réside que dans la forêt tropicale humide.

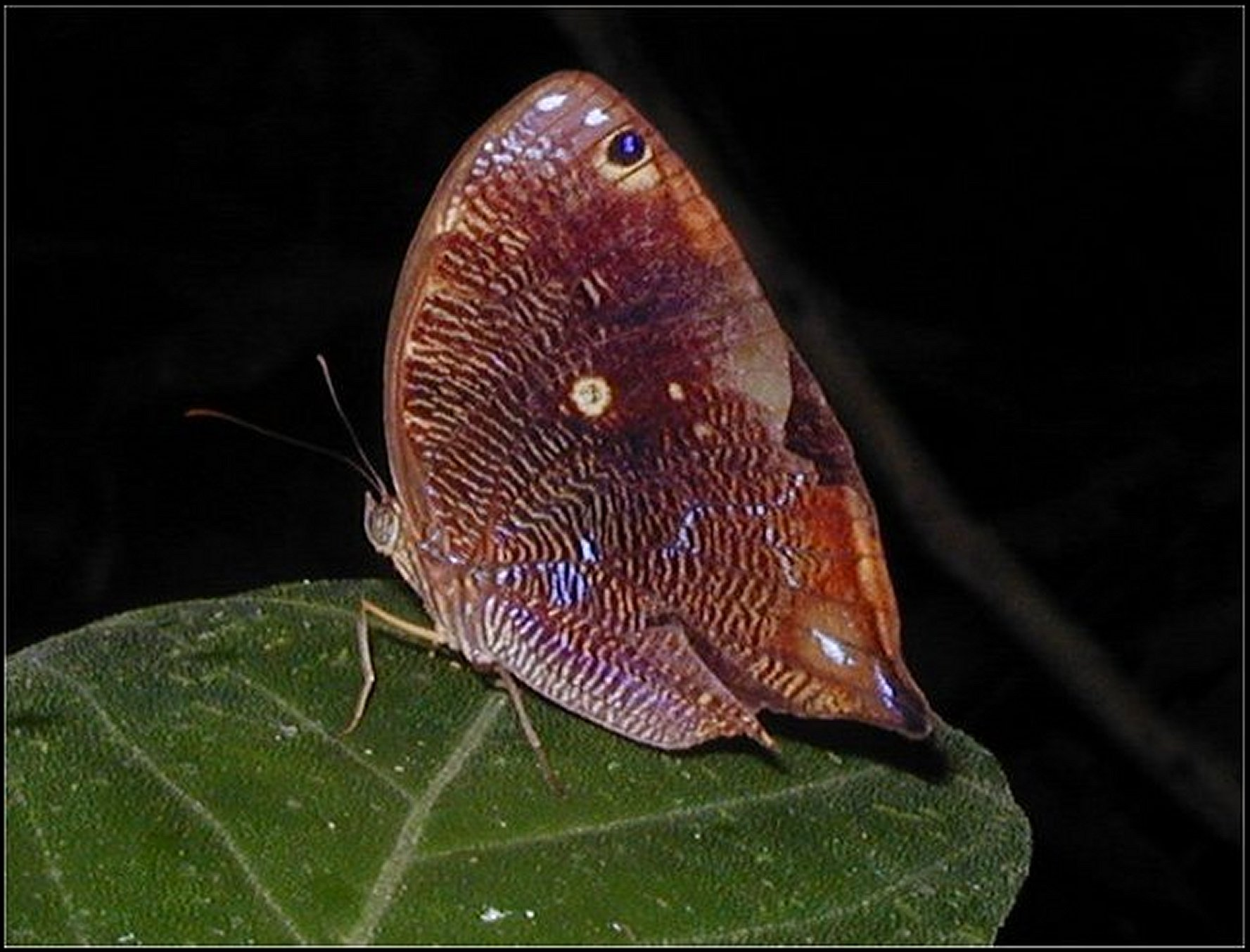
Bia actorion, vue latérale gauche (Verso). Guyane française.

### Protection
Pas de statut de protection particulier.